# Actinidia arguta
L'Actinidia arguta és una planta enfiladissa llenyosa caducifòlia del gènere Actinidia nativa del Japó, Corea, el nord de la Xina, i l'Extrem Orient Rus. El fruit produït per la planta és molt semblant a un kiwi diminut, per la qual cosa es denomina kiwi, kiwi raïm, kiwi del nord, entre d'altres.

## Descripció
El fruit, comestible, es coneix com a kiwi hardy (en anglès: kiwi resistent), kiwi, kiwi àrtic, kiwi per a postres, kiwi raïm, kiwi del nord o kiwi còctel i és una fruita de grandària similar a un gra de raïm; semblant al kiwi en sabor i aparença, però de color verd, marró o porpra amb pell suau, de vegades amb tons vermellosos. Sovint més dolça que el kiwi, el kiwi resistent es pot menjar sencer i no és necessari pelar-lo.

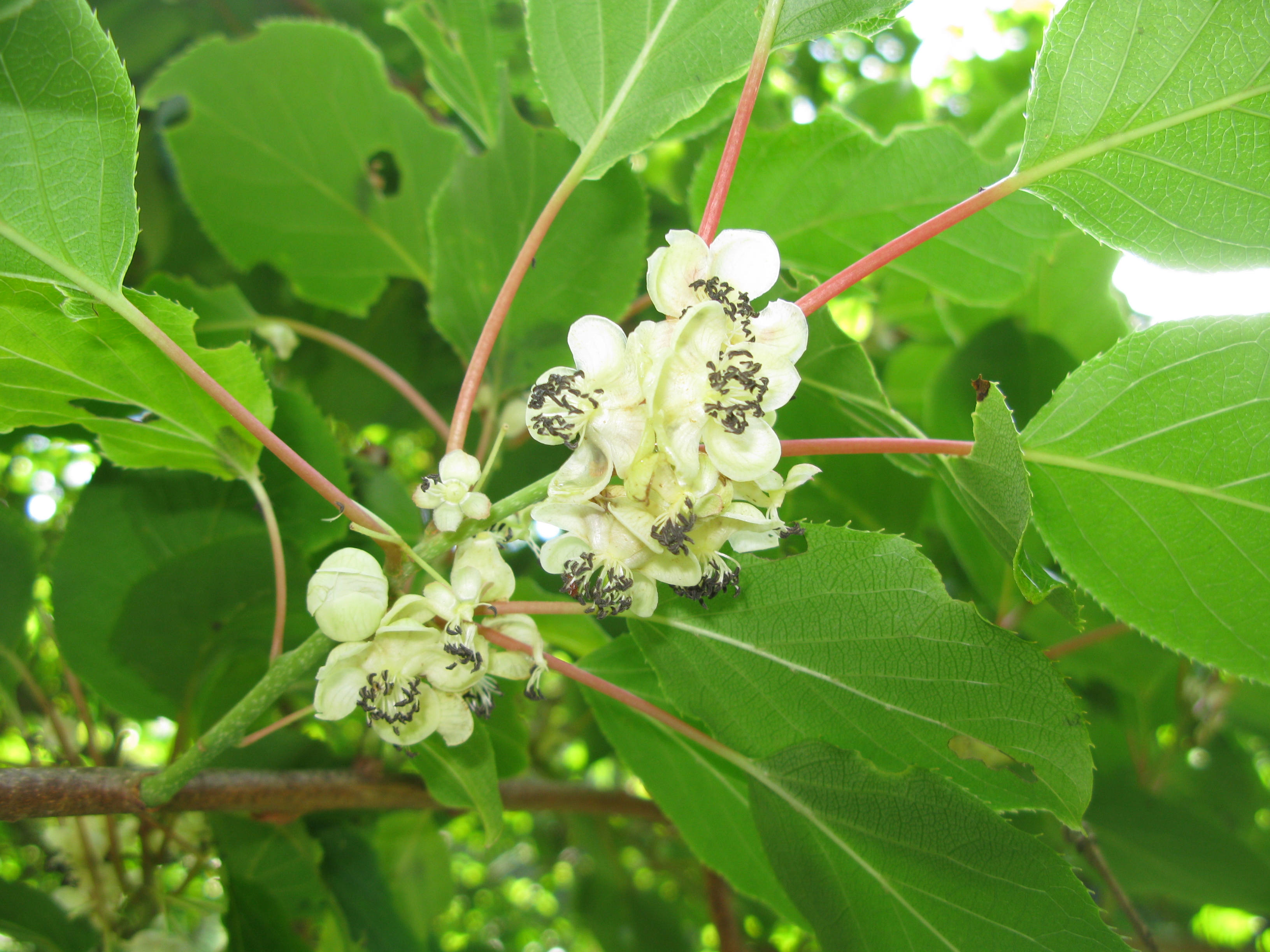
Flors
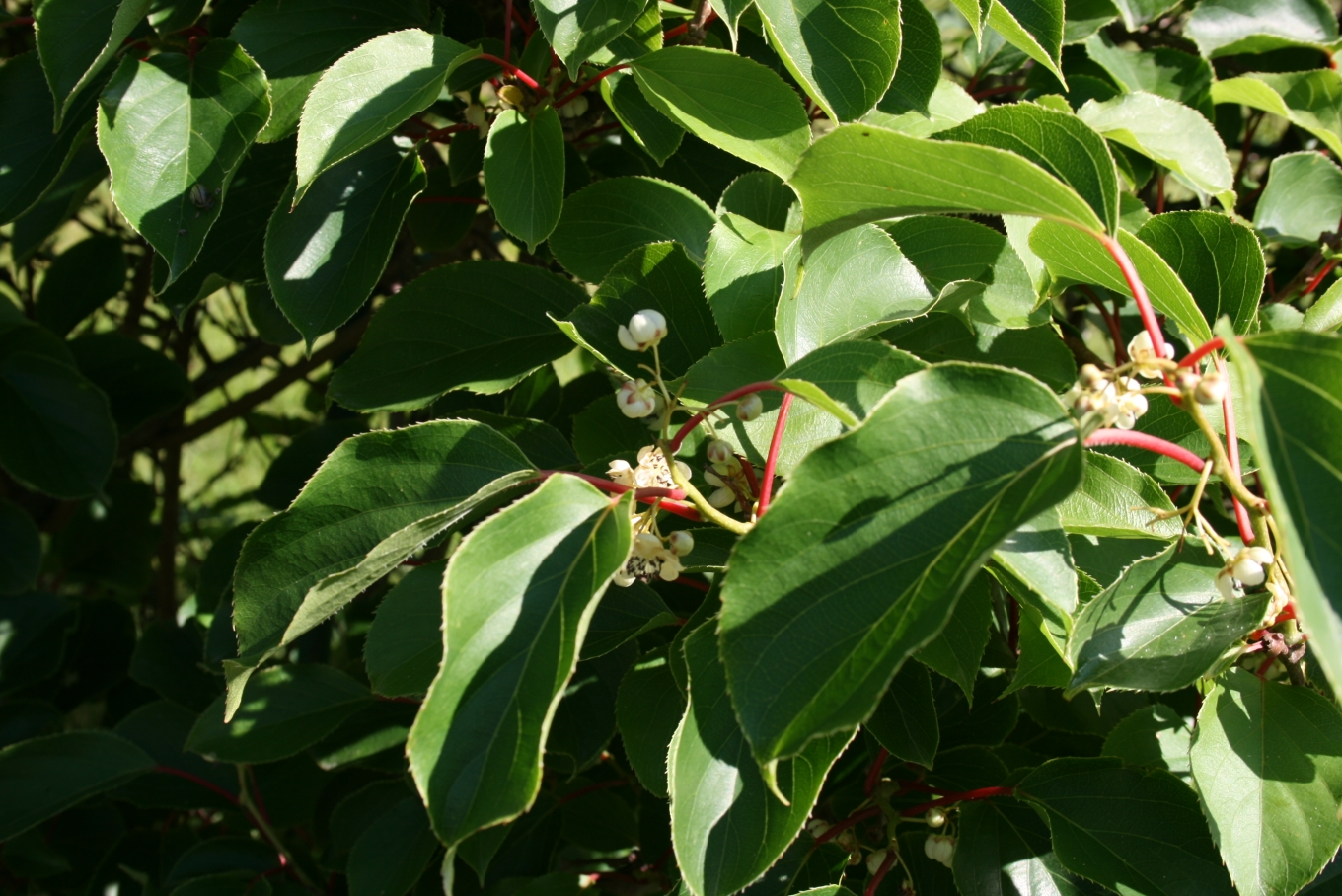
Fulles
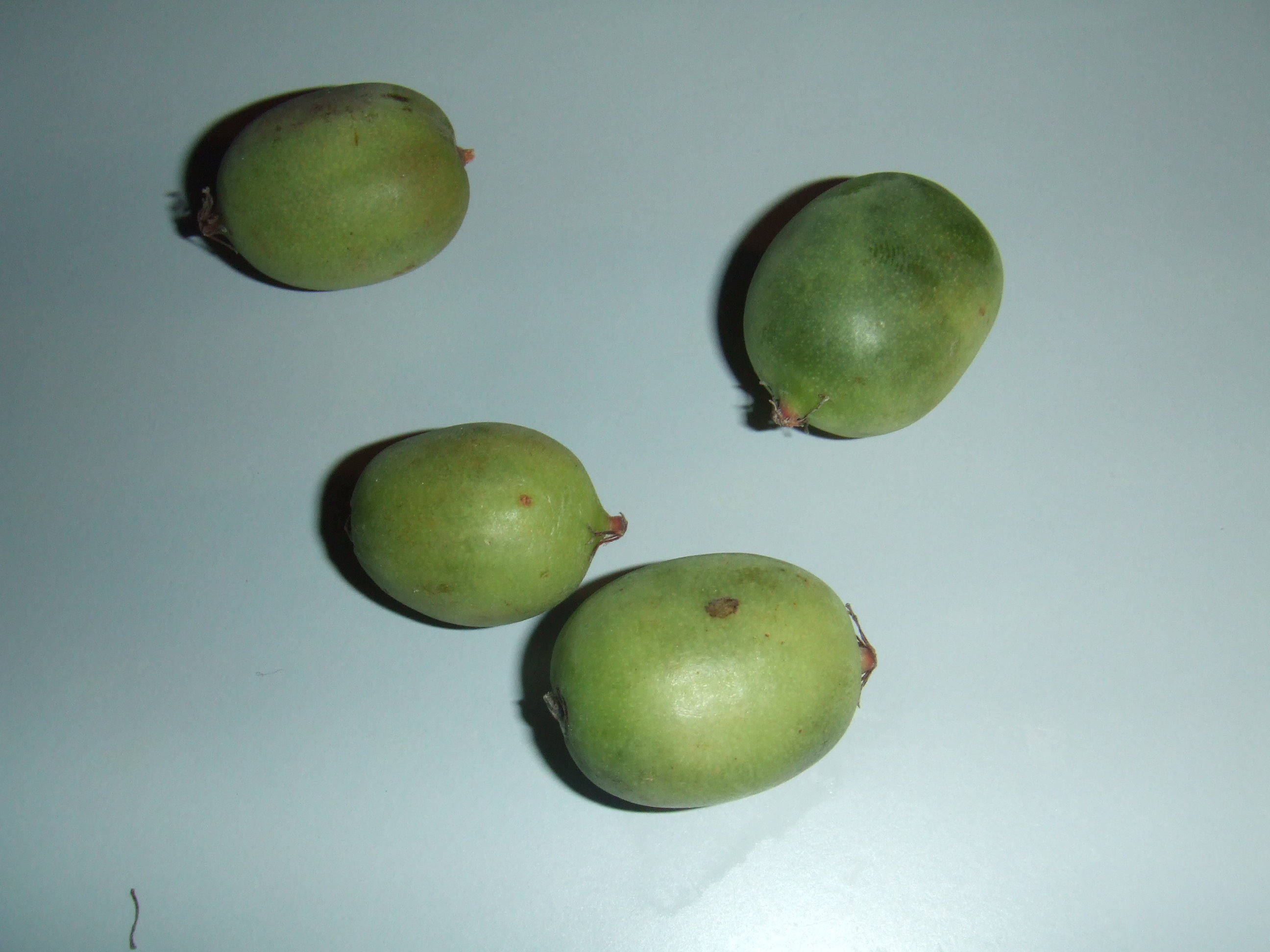
Fruits
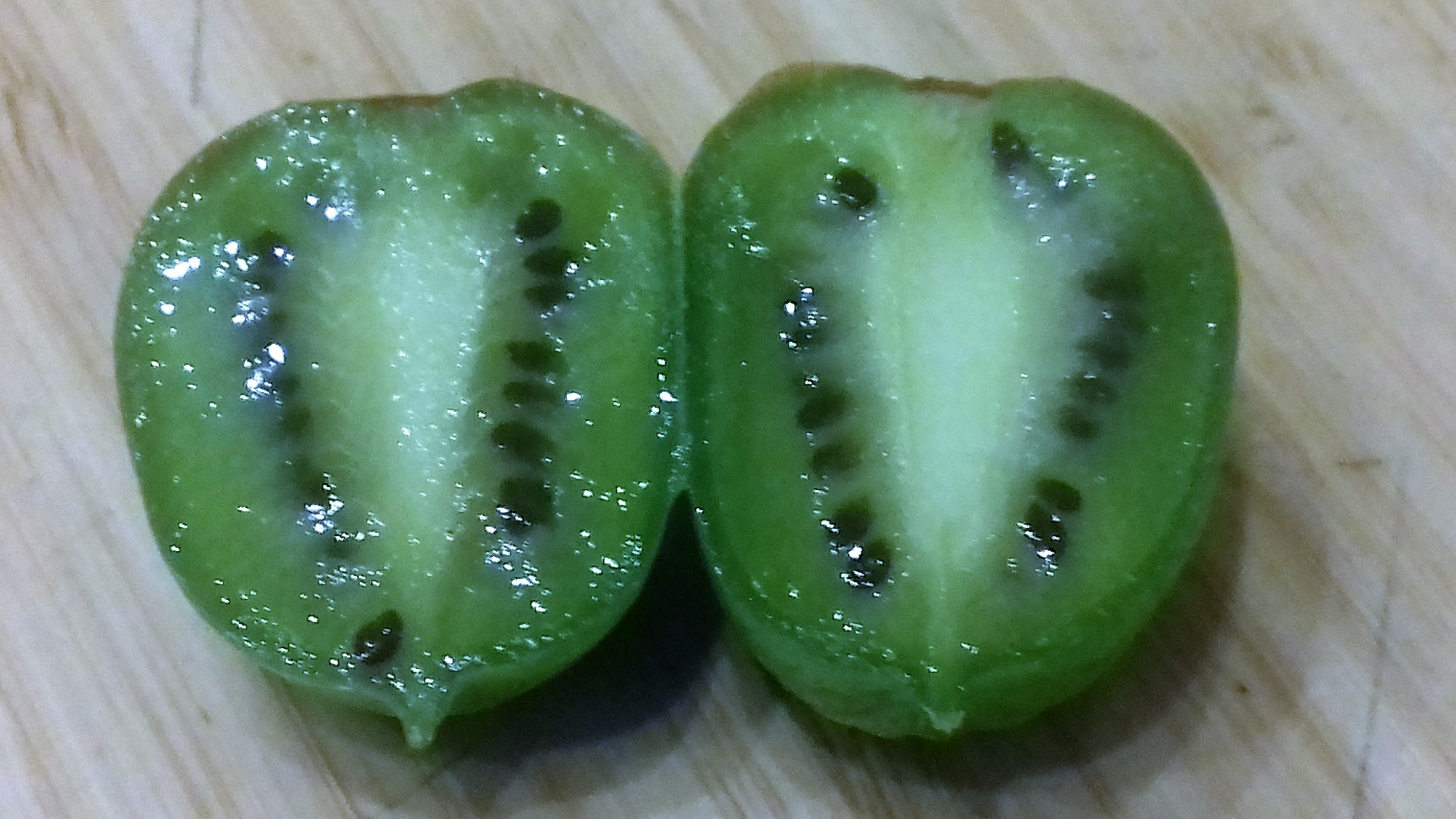
Fruit

## Història, botànica i taxonomia
L'Actinidia arguta va ser descrita per primera vegada per Philipp Franz von Siebold i Joseph Gerhard Zuccarini l'any 1843 com a Trochostigma argutum. Després va ser traslladat al gènere Actinidia el 1867 per Friedrich Anton Wilhelm Miquel després del suggeriment de Jules Émile Planchonper per a moure l'espècie a un altre gènere.

### Varietats
L'espècie té tres varietats:
- Actinidia arguta var. arguta
- Actinidia arguta var. giraldii (Diels) Vorosch.
- Actinidia arguta var. hypoleuca (Nakai) Kitam.

L’Actinidia arguta var. giraldii va ser originalment descrita per Ludwig Diels com a espècie independent (Actinidia giraldii) l'any 1905, però després va ser reduït a una varietat de A. arguta el 1972 per Vladimir Nikolaevich Voroschilov. A. arguta var. hypoleuca va ser descrita originalment com a espècie (Actinidia hypoleuca) per Takenoshin Nakai el 1904, però es va acabar classificant com a varietat de A. arguta el 1980 per Siro Kitamura.
L'Actinidia arguta s'havia col·locat en la secció Leiocarpae i en la sèrie Lamellatae, però aquesta classificació infragenèrica actualment no està recolzada. Un estudi de 2002 de la seqüència interna transcrita de l'ADN nuclear i la seqüència del gen matK plastid per a l'anàlisi dels clades va revelar que la circumscripció actual de les seccions era polifilètica, amb A. arguta formant un clade amb A. melanandra prop de la base de l'arbre filogenètic.

## Ús culinari
Es pot usar per a fer melmelada. A Corea, el kiwi hardy es coneix com a darae (다래). Les fulles joves, anomenades darae-sol, sovint es consumeixen com a vegetals namul.

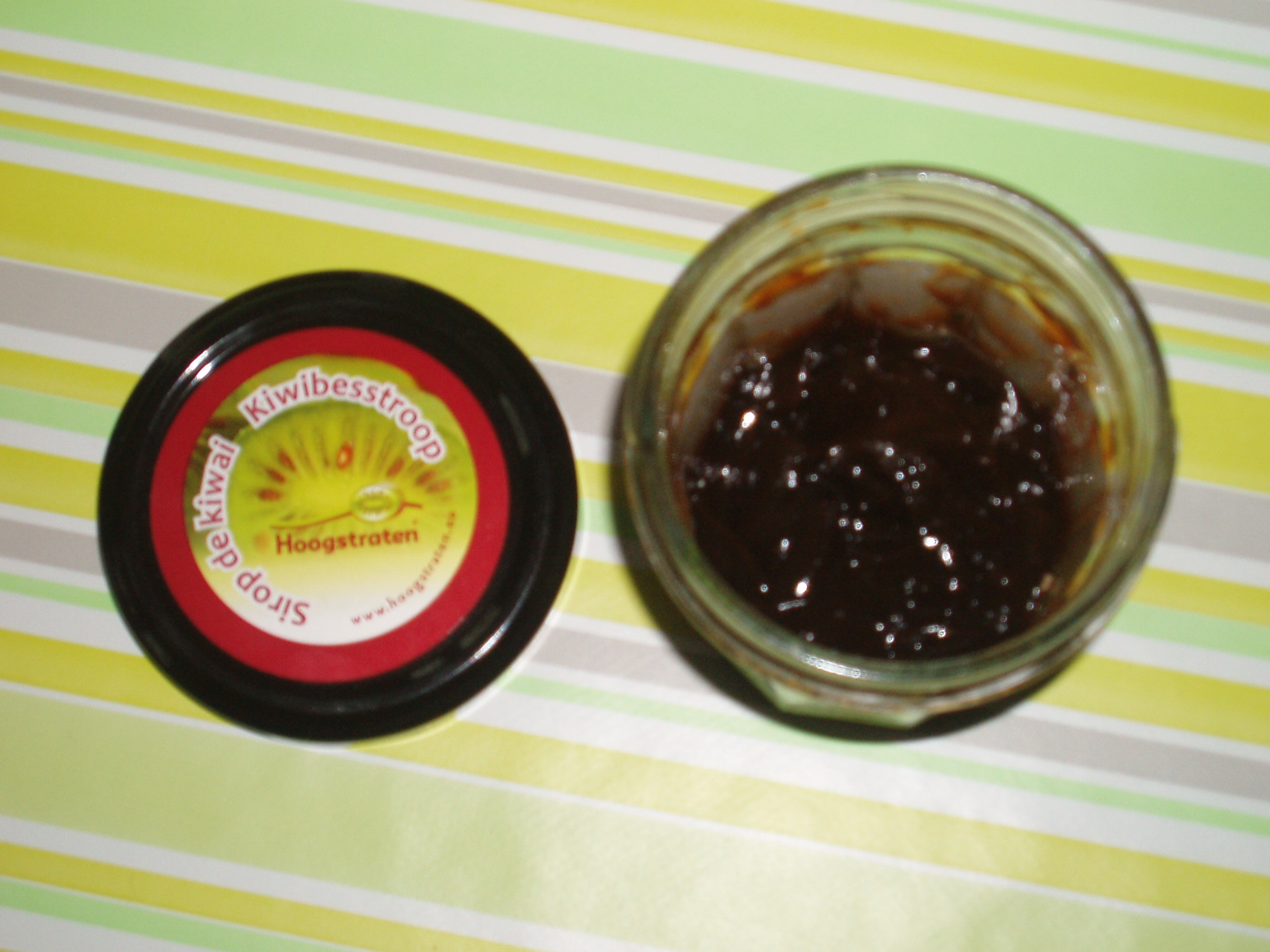
Melmelada de kiwi hardy.
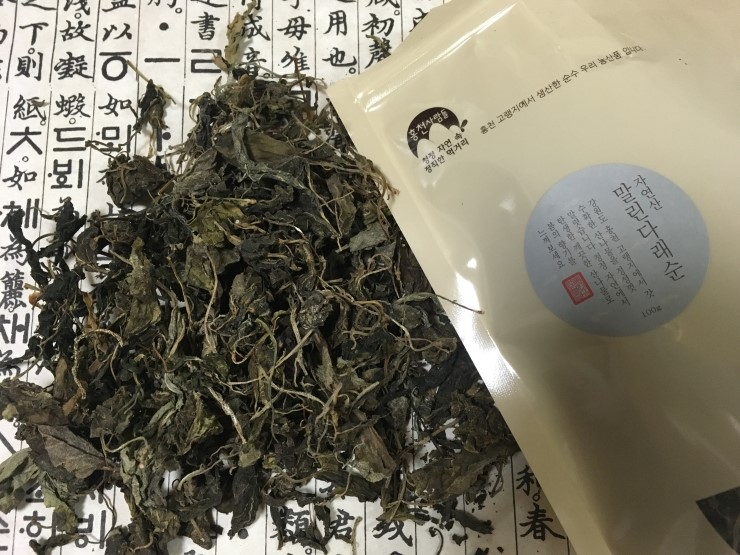
Fulles seques de kiwi hardy com a namul.

## Cultiu

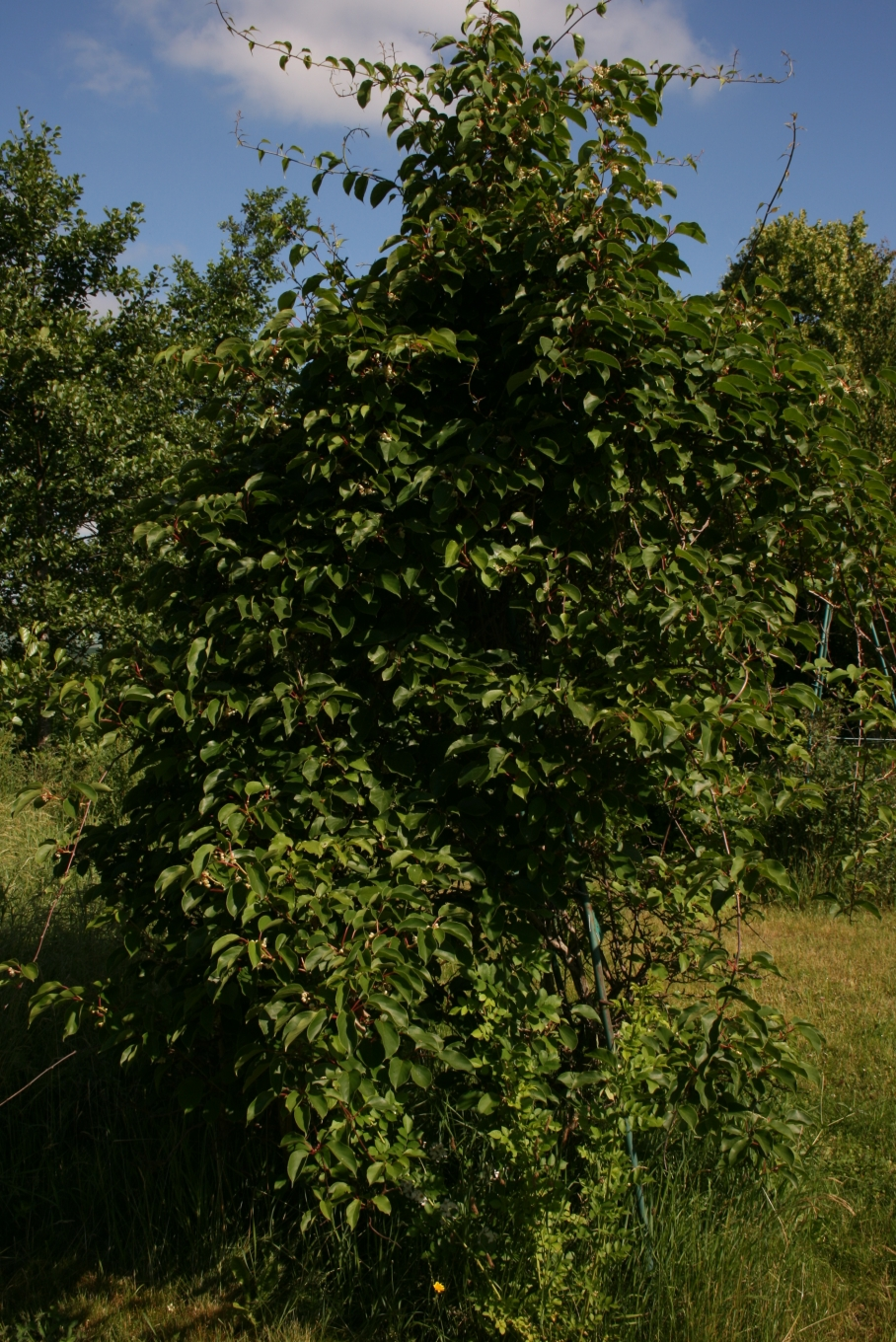
Varietat cultivada.

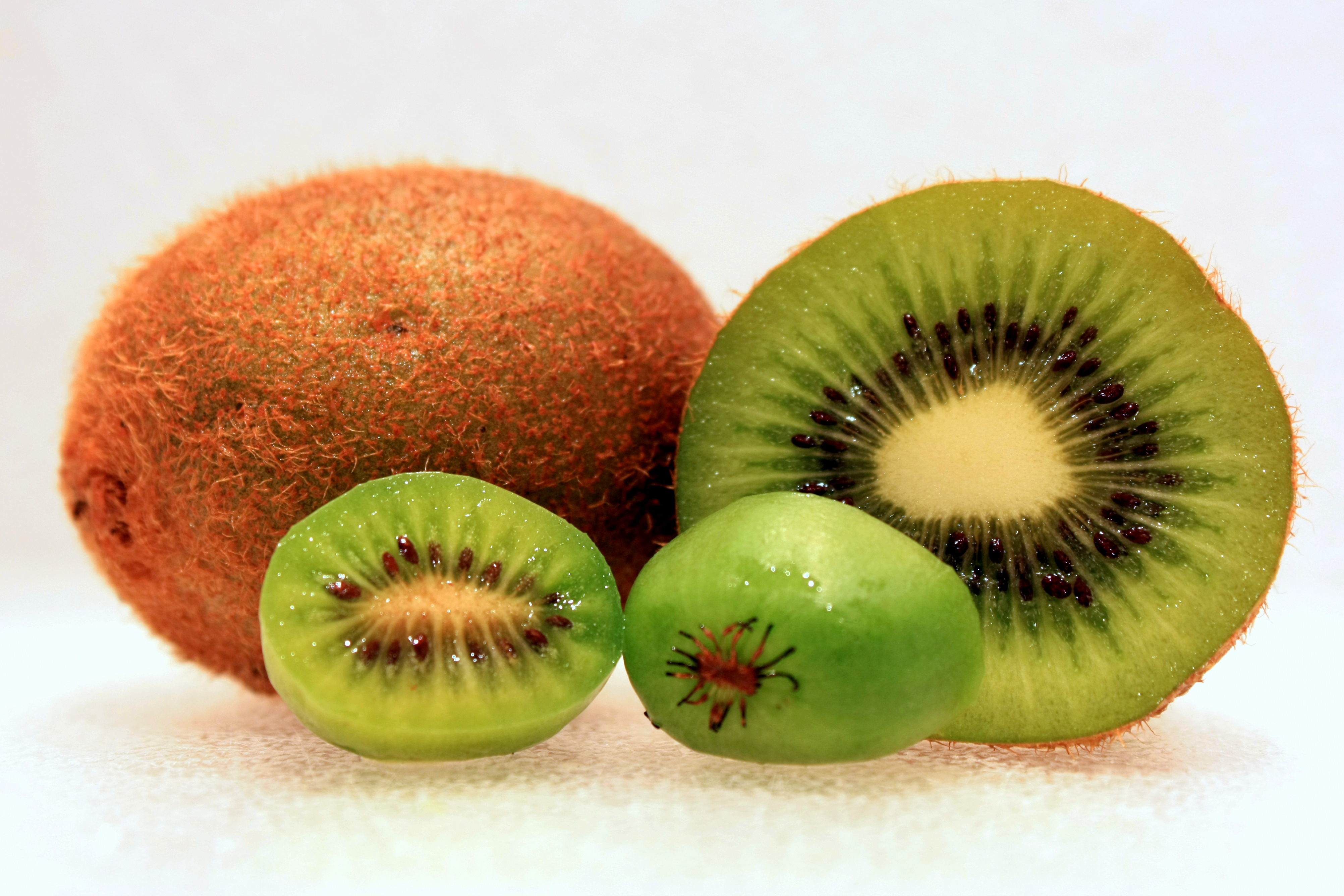
Comparativa de kiwi amb kiwi hardy.

Es tracta d'una mena de vinya trepadora de ràpid creixement que és molt resistent (d'aquí el nom de kiwi hardy), i és capaç de sobreviure a baixes temperatures, de fins a -34 °C, encara que els brots joves poden ser vulnerables a les gelades en la primavera. Les vinyes necessiten una estació de creixement lliure de gelades d'aproximadament 150 dies, però no es danyen amb les gelades tardanes, sempre que els canvis de temperatura siguin prou graduals com per permetre que les plantes s'aclimatin. De fet, un període de fred hivernal és necessari per a un cultiu reeixit. No obstant això, les glaçades ràpides maten els brots i les vinyes partides. Les vinyes també es poden conrear en zones de poc fred.
Tot i que el kiwi hardy pot conrear-se directament a partir de llavors (el temps de germinació és d'aproximadament un mes), també és possible la propagació a partir d'esqueixos. Els esqueixos de kiwi hardy poden ser empeltats directament en el rizoma de kiwi.
En el cultiu domèstic, es pot usar un enreixat per estimular el creixement horitzontal per a facilitar el manteniment i la recol·lecció; no obstant això, les vinyes creixen extremadament ràpid i requereixen un enreixat fort per a suportar el seu pes. Cada vinya pot créixer fins a 20 peus en una sola temporada, sota condicions ideals de creixement. Per la sembra comercial, la situació és important, ja que les plantes poden tolerar l'ombra parcial, però els rendiments s'optimitzen amb llum solar total. Les vinyes de kiwi hardy consumeixen grans volums d'aigua; per tant, generalment es conreen en sòls àcids i ben drenats per prevenir el podriment de l'arrel.

### Pol·linització i collita
Perquè les vinyes donin fruit, les plantes masculines i femenines han d'estar presents per permetre la pol·linització. Un pol·linitzador masculí pot permetre que sis plantes femenines fructifiquin. l'floració sol ocórrer a finals de la primavera (maig a l'hemisferi nord) a partir del tercer any de creixement. No obstant això, si les flors pateixen gebrades, no hi haurà producció de fruits durant la resta de l'any.
La collita de tardor és comuna en la majoria de varietats, però els temps de collita reals depenen en gran manera del clima local i del cultivar específic conreat. Cada vinya individual pot produir fins a 45 kg de fruita per any, però el rendiment anual mitjana és d'aproximadament 25 per vinya. Tant la grandària de la fruita com el rendiment total són altament dependents del cultivar. Les fruites que es deixen madurar en la vinya tenen un contingut de sucre de 18 a 25 % al moment de la collita.

### Plagues
Les vinyes de kiwi hardy són vulnerables a diverses malalties botàniques, com la podridura de la corona i l'arrel de Phytophthora (el problema més greu), la podridura de Botrytis i la plaga d'esclerotinia. Les vinyes també són vulnerables a les infestacions de plagues, inclosos els nematodes del nus de l'arrel, els àcars, els trips i els escarabats japonesos. Els gats també poden plantejar un problema, ja que se senten atrets per una olor d'herba gatera produïda per les vinyes. Se sap que els gats destrueixen les vinyes i desenterren les arrels a la recerca de la font de l'olor.

### Producció comercial
Els intents per comercialitzar la fruita han estat històricament infructuosos a causa de la seva curta vida útil i esporàdiques tendències a la maduració. Malgrat això, hi ha diverses iniciatives de producció comercial estan en marxa a petita escala a Amèrica del Sud, Nova Zelanda, Europa, Canadà i els Estats Units (a Oregon, Washington i el centre de Pennsilvània).

## Registre fòssil
S'han trobat macrofòssils d'A. arguta des del Pliocè inferior a Geòrgia i al Caucas.